# 1994年アジア競技大会におけるバスケットボール競技
1994年アジア競技大会におけるバスケットボール競技（1994ねんアジアきょうぎたいかいにおけるバスケットボールきょうぎ）は10月1日から16日まで大竹市総合体育館で行われた。

## 男子

### 最終結果
| 順位 | 国               |
| ---- | ---------------- |
| 金   | 中国             |
| 銀   | 韓国             |
| 銅   | 日本             |
| 4    | フィリピン       |
| 5    | カザフスタン     |
| 6    | 中華台北         |
| 7    | サウジアラビア   |
| 8    | イラン           |
| 9    | アラブ首長国連邦 |
| 棄権 | パレスチナ       |

## 女子

### 最終結果
| 順位 | 国           |
| ---- | ------------ |
| 金   | 韓国         |
| 銀   | 日本         |
| 銅   | 中国         |
| 4    | 中華台北     |
| 5    | カザフスタン |
| 6    | タイ         |